# Football League 1890-1891
La Football League 1890-1891 è stata la 3ª edizione della massima serie del campionato inglese di calcio, disputato tra il 6 settembre 1890 e il 18 aprile 1891 e concluso con la vittoria dell'Everton, al suo primo titolo.
Capocannoniere del torneo è stato John Southworth (Blackburn) con 26 reti.

## Squadre partecipanti
| Club          | Stagione | Città         | Stadio                | Stagione precedente         |
| ------------- | -------- | ------------- | --------------------- | --------------------------- |
| Accrington    | dettagli | Accrington    | ?                     | 6º posto in First Division  |
| Aston Villa   | dettagli | Birmingham    | Wellington Road       | 8º posto in First Division  |
| Blackburn     | dettagli | Blackburn     | Ewood Park            | 3º posto in First Division  |
| Bolton        | dettagli | Bolton        | Pike's Lane           | 9º posto in First Division  |
| Burnley       | dettagli | Burnley       | Turf Moor             | 11º posto in First Division |
| Derby County  | dettagli | Derby         | County Cricket Ground | 7º posto in First Division  |
| Everton       | dettagli | Liverpool     | Anfield               | 2º posto in First Division  |
| Notts County  | dettagli | Nottingham    | Castle Ground         | 10º posto in First Division |
| Preston N.E.  | dettagli | Preston       | Deepdale              | 1º posto in First Division  |
| Sunderland    | dettagli | Sunderland    | Newcastle Road        | -                           |
| West Bromwich | dettagli | West Bromwich | Stoney Lane           | 5º posto in First Division  |
| Wolverhampton | dettagli | Wolverhampton | Molineux Stadium      | 4º posto in First Division  |

## Classifica finale
|       | Pos. | Squadra         | Pt | G  | V  | N | P  | GF | GS | Med   |
| ----- | ---- | --------------- | -- | -- | -- | - | -- | -- | -- | ----- |
|       | 1.   | Everton         | 29 | 22 | 14 | 1 | 7  | 63 | 29 | 2,172 |
|       | 2.   | Preston N.E.    | 27 | 22 | 12 | 3 | 7  | 44 | 23 | 1,913 |
|       | 3.   | Notts County    | 26 | 22 | 11 | 4 | 7  | 52 | 35 | 1,486 |
|       | 4.   | Wolverhampton   | 26 | 22 | 12 | 2 | 8  | 39 | 50 | 0,780 |
|       | 5.   | Bolton          | 25 | 22 | 12 | 1 | 9  | 47 | 34 | 1,382 |
| [ 3 ] | 6.   | Blackburn       | 24 | 22 | 11 | 2 | 9  | 52 | 43 | 1,209 |
|       | 7.   | Sunderland (-2) | 23 | 22 | 10 | 5 | 7  | 51 | 31 | 1,645 |
|       | 8.   | Burnley         | 21 | 22 | 9  | 3 | 10 | 52 | 63 | 0,825 |
|       | 9.   | Aston Villa     | 18 | 22 | 7  | 4 | 11 | 45 | 58 | 0,776 |
|       | 10.  | Accrington      | 16 | 22 | 6  | 4 | 12 | 28 | 50 | 0,560 |
|       | 11.  | Derby County    | 15 | 22 | 7  | 1 | 14 | 47 | 81 | 0,580 |
|       | 12.  | West Bromwich   | 12 | 22 | 5  | 2 | 15 | 34 | 57 | 0,596 |

Legenda:
      Campione d'Inghilterra.
Regolamento:
Due punti a vittoria, uno a pareggio, zero a sconfitta.
Note:
Il Sunderland ha scontato 2 punti di penalizzazione.

### Squadra campione
| Giocatori (presenze/reti) |
| ------------------------- |
| Fred Geary (22/20)        |
| Alf Milward (22/12)       |
| Edgar Chadwick (22/10)    |
| Alexander Brady (21/9)    |
| Johnny Holt (21/1)        |
| Andrew Hannah (20)        |
| Daniel Doyle (20)         |
| David Kirkwood (19/1)     |
| William Campbell (13/1)   |
| Charlie Parry (13)        |
| John Angus (11)           |
| Alex Latta (10/4)         |
| David Jardine (10)        |
| Duncan McLean (5)         |
| Thomas Wylie (4/4)        |
| Hope Robertson (3/1)      |
| Patrick Gordon (3)        |
| Jack Elliott (1)          |
| A. Lochhead (1)           |
| Robert Smalley (1)        |

## Risultati

### Tabellone
|               | Acc  | Ast  | Bla  | Bol  | Bur  | Der  | Eve  | Not  | Pre  | Sun  | WBA  | Wol  |
| ------------- | ---- | ---- | ---- | ---- | ---- | ---- | ---- | ---- | ---- | ---- | ---- | ---- |
| Accrington    | –––– | 1-3  | 0-4  | 2-1  | 1-1  | 4-0  | 1-2  | 3-2  | 1-3  | 4-1  | 1-0  | 1-2  |
| Aston Villa   | 3-1  | –––– | 2-2  | 5-0  | 4-4  | 4-0  | 2-2  | 3-2  | 0-1  | 0-0  | 0-4  | 6-2  |
| Blackburn     | 0-0  | 5-1  | –––– | 0-2  | 5-2  | 8-0  | 2-1  | 1-7  | 1-0  | 3-2  | 2-1  | 2-3  |
| Bolton        | 6-0  | 4-0  | 2-0  | –––– | 1-0  | 3-1  | 0-5  | 4-2  | 1-0  | 2-5  | 7-1  | 6-0  |
| Burnley       | 2-0  | 2-1  | 1-6  | 1-2  | –––– | 6-1  | 3-2  | 0-1  | 6-2  | 3-3  | 5-4  | 4-2  |
| Derby County  | 1-2  | 5-4  | 8-5  | 1-1  | 2-4  | –––– | 2-6  | 3-1  | 1-3  | 3-1  | 3-1  | 9-0  |
| Everton       | 3-2  | 5-0  | 3-1  | 2-0  | 7-3  | 7-0  | –––– | 4-2  | 0-1  | 1-0  | 2-3  | 5-0  |
| Notts County  | 5-0  | 7-1  | 1-2  | 3-1  | 4-0  | 2-1  | 3-1  | –––– | 2-1  | 2-1  | 3-2  | 1-1  |
| Preston N.E.  | 1-1  | 4-1  | 1-2  | 1-0  | 7-0  | 6-0  | 2-0  | 0-0  | –––– | 0-0  | 3-0  | 5-1  |
| Sunderland    | 2-2  | 5-1  | 3-1  | 2-0  | 2-3  | 5-1  | 1-0  | 4-0  | 3-0  | –––– | 1-1  | 3-4  |
| West Bromwich | 5-1  | 0-3  | 1-0  | 2-4  | 3-1  | 3-4  | 1-4  | 1-1  | 1-3  | 0-4  | –––– | 0-1  |
| Wolverhampton | 3-0  | 2-1  | 2-0  | 1-0  | 3-1  | 5-1  | 0-1  | 1-1  | 2-0  | 0-3  | 4-0  | –––– |

### Calendario
| Accrington | 1 - 1 | Burnley |

| Bolton | 4 - 2 | Notts County |

| Derby County | 8 - 5 | Blackburn |

| West Bromwich | 1 - 4 | Everton |

| Wolverhampton | 2 - 1 | Aston Villa |

| Sunderland | 2 - 3 | Burnley |

| Blackburn | 0 - 0 | Accrington |

| Aston Villa | 3 - 2 | Notts County |

| Bolton | 3 - 1 | Derby County |

| Everton | 5 - 0 | Wolverhampton |

| Preston N.E. | 3 - 0 | West Bromwich |

| Sunderland | 3 - 4 | Wolverhampton |

| Bolton | 0 - 5 | Everton |

| Burnley | 2 - 1 | Aston Villa |

| Notts County | 5 - 0 | Accrington |

| Derby County | 1 - 3 | Preston N.E. |

| West Bromwich | 0 - 4 | Sunderland |

| Wolverhampton | 1 - 1 | Notts County |

| Accrington | 1 - 2 | Everton |

| Aston Villa | 0 - 4 | West Bromwich |

| Blackburn | 2 - 3 | Wolverhampton |

| Burnley | 3 - 3 | Sunderland |

| Notts County | 2 - 1 | Derby County |

| Preston N.E. | 1 - 0 | Bolton |

| Notts County | 3 - 1 | Bolton |

| Preston N.E. | 1 - 2 | Blackburn |

| Bolton | 4 - 0 | Aston Villa |

| Everton | 7 - 0 | Derby County |

| West Bromwich | 3 - 1 | Burnley |

| Wolverhampton | 3 - 0 | Accrington |

| Accrington | 1 - 3 | Preston N.E. |

| Aston Villa | 2 - 2 | Everton |

| Blackburn | 3 - 2 | Sunderland |

| Notts County | 3 - 2 | West Bromwich |

| Wolverhampton | 5 - 1 | Derby County |

| Burnley | 1 - 2 | Bolton |

| Burnley | 1 - 6 | Blackburn |

| Derby County | 5 - 4 | Aston Villa |

| Everton | 2 - 0 | Bolton |

| Preston N.E. | 5 - 1 | Wolverhampton |

| Sunderland | 3 - 0 | Accrington |

| West Bromwich | 1 - 1 | Notts County |

| Accrington | 3 - 2 | Notts County |

| Aston Villa | 4 - 0 | Derby County |

| Blackburn | 1 - 0 | Preston N.E. |

| Bolton | 2 - 5 | Sunderland |

| Everton | 2 - 3 | West Bromwich |

| Wolverhampton | 3 - 1 | Burnley |

| Sunderland | 3 - 1 | Blackburn |

| Notts County | 3 - 1 | Everton |

| Preston N.E. | 1 - 1 | Accrington |

| West Bromwich | 0 - 3 | Aston Villa |

| Burnley | 4 - 2 | Wolverhampton |

| West Bromwich | 2 - 4 | Bolton |

| Accrington | 4 - 0 | Derby County |

| Aston Villa | 4 - 4 | Burnley |

| Blackburn | 2 - 1 | Everton |

| Preston N.E. | 0 - 0 | Notts County |

| Sunderland | 1 - 1 | West Bromwich |

| Wolverhampton | 1 - 0 | Bolton |

| Aston Villa | 3 - 1 | Accrington |

| Bolton | 1 - 0 | Preston N.E. |

| Burnley | 6 - 1 | Derby County |

| Everton | 1 - 0 | Sunderland |

| Notts County | 1 - 2 | Blackburn |

| Accrington | 4 - 1 | Sunderland |

| Aston Villa | 5 - 0 | Bolton |

| Blackburn | 5 - 2 | Burnley |

| Derby County | 3 - 1 | West Bromwich |

| Notts County | 1 - 1 | Wolverhampton |

| Preston N.E. | 2 - 0 | Everton |

| Everton | 3 - 1 | Blackburn |

| West Bromwich | 3 - 4 | Derby County |

| Burnley | 2 - 0 | Accrington |

| Notts County | 7 - 1 | Aston Villa |

| Wolverhampton | 2 - 0 | Preston N.E. |

| Blackburn | 5 - 1 | Aston Villa |

| Burnley | 5 - 4 | West Bromwich |

| Derby County | 1 - 2 | Accrington |

| Notts County | 2 - 1 | Preston N.E. |

| Wolverhampton | 0 - 1 | Everton |

| Aston Villa | 2 - 2 | Blackburn |

| Bolton | 6 - 0 | Accrington |

| Derby County | 2 - 6 | Everton |

| West Bromwich | 0 - 1 | Wolverhampton |

| Notts County | 2 - 1 | Sunderland |

| Blackburn | 2 - 1 | West Bromwich |

| Burnley | 0 - 1 | Notts County |

| Preston N.E. | 6 - 0 | Derby County |

| Sunderland | 1 - 0 | Everton |

| Derby County | 1 - 1 | Bolton |

| Aston Villa | 0 - 0 | Sunderland |

| Everton | 3 - 2 | Accrington |

| Wolverhampton | 2 - 0 | Blackburn |

| Derby County | 3 - 1 | Notts County |

| Everton | 7 - 3 | Burnley |

| Wolverhampton | 0 - 3 | Sunderland |

| Bolton | 6 - 0 | Wolverhampton |

| Accrington | 1 - 2 | Wolverhampton |

| Everton | 5 - 0 | Aston Villa |

| Blackburn | 8 - 0 | Derby County |

| Everton | 4 - 2 | Notts County |

| Wolverhampton | 4 - 0 | West Bromwich |

| Accrington | 2 - 1 | Bolton |

| Everton | 0 - 1 | Preston N.E. |

| Sunderland | 5 - 1 | Aston Villa |

| Derby County | 2 - 4 | Burnley |

| Preston N.E. | 4 - 1 | Aston Villa |

| Sunderland | 4 - 0 | Notts County |

| Preston N.E. | 7 - 0 | Burnley |

| Derby County | 1 - 3 | Sunderland |

| West Bromwich | 1 - 3 | Preston N.E. |

| Derby County | 9 - 0 | Wolverhampton |

| Notts County | 4 - 0 | Burnley |

| Sunderland | 2 - 0 | Bolton |

| Preston N.E. | 0 - 0 | Sunderland |

| Accrington | 0 - 4 | Blackburn |

| Blackburn | 0 - 2 | Bolton |

| Burnley | 6 - 2 | Preston N.E. |

| West Bromwich | 5 - 1 | Accrington |

| Aston Villa | 0 - 1 | Preston N.E. |

| West Bromwich | 1 - 0 | Blackburn |

| Aston Villa | 6 - 2 | Wolverhampton |

| Blackburn | 1 - 7 | Notts County |

| Bolton | 7 - 1 | West Bromwich |

| Burnley | 3 - 2 | Everton |

| Sunderland | 3 - 0 | Preston N.E. |

| Accrington | 1 - 3 | Aston Villa |

| Bolton | 1 - 0 | Burnley |

| Sunderland | 5 - 1 | Derby County |

| Bolton | 2 - 0 | Blackburn |

| Accrington | 1 - 0 | West Bromwich |

## Statistiche

### Squadre

#### Primati stagionali
- Maggior numero di vittorie: Everton (14)
- Minor numero di sconfitte: Everton, Preston N. E., Notts County, Sunderland (7)
- Migliore attacco: Everton (63 reti fatte)
- Miglior difesa: Preston N. E. (23 reti subite)
- Miglior media goal: Everton (2,172)
- Maggior numero di pareggi: Notts County, Aston Villa, Accrington (4)
- Minor numero di pareggi: Everton, Bolton, Derby County (1)
- Maggior numero di sconfitte: West Bromwich (15)
- Minor numero di vittorie: West Bromwich (5)
- Peggior attacco: Accrington (28 reti segnate)
- Peggior difesa: Derby County (81 reti subite)
- Peggior media goal: Accrington (0,560)